# Rajesh Koothrappali
Dr Rajesh Ramayan Koothrappali est un personnage de fiction de la série télévisée américaine The Big Bang Theory, diffusée depuis 2007 sur le réseau CBS. Il est joué par l'acteur anglais d'origine indienne, Kunal Nayyar. Il est le meilleur ami de Howard Wolowitz, et un des personnages principaux.

## Présentation
Koothrappali travaille au département de Physique à Caltech, et est expert en astrophysique. Pour sa découverte d'une planète dans la Ceinture de Kuiper (qu'il surnomme « Planet Bollywood »), il apparait dans People magazine ; cela lui vaut un plus grand bureau et lui donne un statut de célébrité pour un bref moment.
Comme Wolowitz, ses amis l'appellent plus souvent par son surnom « Raj ». Il est né en Inde mais méprise la nourriture indienne. Tout comme Wolowitz il admire Stephen Hawking. Son approche des femmes est diamétralement opposée à celle de Wolowitz : il est si timide qu'il est incapable de parler aux femmes (sauf à sa mère ou sa sœur), excepté lorsqu'il est drogué (médicaments ou alcool), ou qu'il ne se rend pas compte qu'il s'adresse directement à elles. Son anxiété envers les femmes semble être liée à un mutisme sélectif. Une fois, alors que Penny lui parlait, il a exprimé un long monologue intérieur, se remémorant des souvenirs de son pays natal, ses coutumes et ses chants. Mais le plus souvent, il reste complètement muet. Il réussit néanmoins à exprimer un cri aigu de peur lorsqu'il veut signaler quelque chose.
Depuis qu'il a découvert que l'alcool semble inhiber son anxiété, il est capable de prolonger les conversations avec des femmes après avoir bu, mais cela le rend arrogant et grossier. Cependant, l'alcool en lui-même ne semble pas lui permettre de parler, mais a plutôt un effet placebo. Raj peut uniquement parler aux femmes s'il est persuadé d'être saoul (comme on peut l'observer lorsqu'il parle à Summer Glau après avoir bu une bière sans alcool). Dans l'épisode The Griffin Equivalency, après avoir été odieux avec Penny en étant saoul, il essaie de s'excuser au travers d'une lettre que Penny refuse, en disant qu'elle veut de vraies excuses verbales. Mais il ne peut prononcer qu'un très aigu « Sorry » (« Désolé »), qui fut quand même accepté. Un médicament expérimental contre l'anxiété lui permit de parler facilement aux femmes, mais avait des effets secondaires sur ses mouvements. Finalement, l'effet du médicament s'estompa au mauvais moment :  lorsque la sœur de Sheldon, Missy Cooper, qui avait repoussé les avances de Leonard et Wolowitz, admit être attirée par Koothrappali dans l'espoir qu'il l'inviterait à sortir. Dans la saison 6, Raj rencontre au cours d'une soirée organisée le jour de la Saint-Valentin dans le magasin de Stuart, Lucy, une fille tout aussi introvertie que lui, et avec qui il noue une relation forte sans qu'ils ne puissent se parler directement. Quand Lucy rompt alors que Raj l'a invitée à une soirée avec ses amis, il parvient à surmonter son blocage et parvient à parler naturellement avec des filles.
Lui et ses amis aiment jouer à Halo 3 tous les mercredis soir, et excessivement à Age of Conan. Koothrappali déclare par ailleurs qu'il a déjà éprouvé une dépendance aux jeux vidéo. Sa discrétion amène à plusieurs situations très burlesques : Raj est souvent laissé dans l'appartement de Leonard et Sheldon, en étant totalement ignoré et oublié par ses amis. Il converse régulièrement via webcam avec ses parents restés en Inde. Lorsqu'ils commencent à devenir trop autoritaires, il les « amène » dans l'appartement de Leonard et Sheldon avec son ordinateur, pour obtenir l'aide de ses amis dans la discussion. Raj porte une montre calculatrice CASIO CA-53w (montre de Marty Mc Fly dans « Retour vers le futur »). Il a des réflexions et des attitudes parfois un peu ambiguës, notamment avec Wolowitz, laissant penser qu'il est bisexuel (lui-même étant persuadé être totalement hétéro).